# Snaresbrook (métro de Londres)
Snaresbrook est une station de la Central line, du métro de Londres, en zone 4. Elle est située à Snaresbrook dans le borough londonien de Redbridge.

## Histoire
La station, alors dénommée Snakesbrook & Wanstead, est mise en service le 22 août 1856 par l'Eastern Counties Railway (en). Elle est renommée Snakesbrook, lors de son intégration dans le réseau du Métro de Londres, le 14 décembre 1947.

## Services aux voyageurs

### Desserte

Installation et desserte
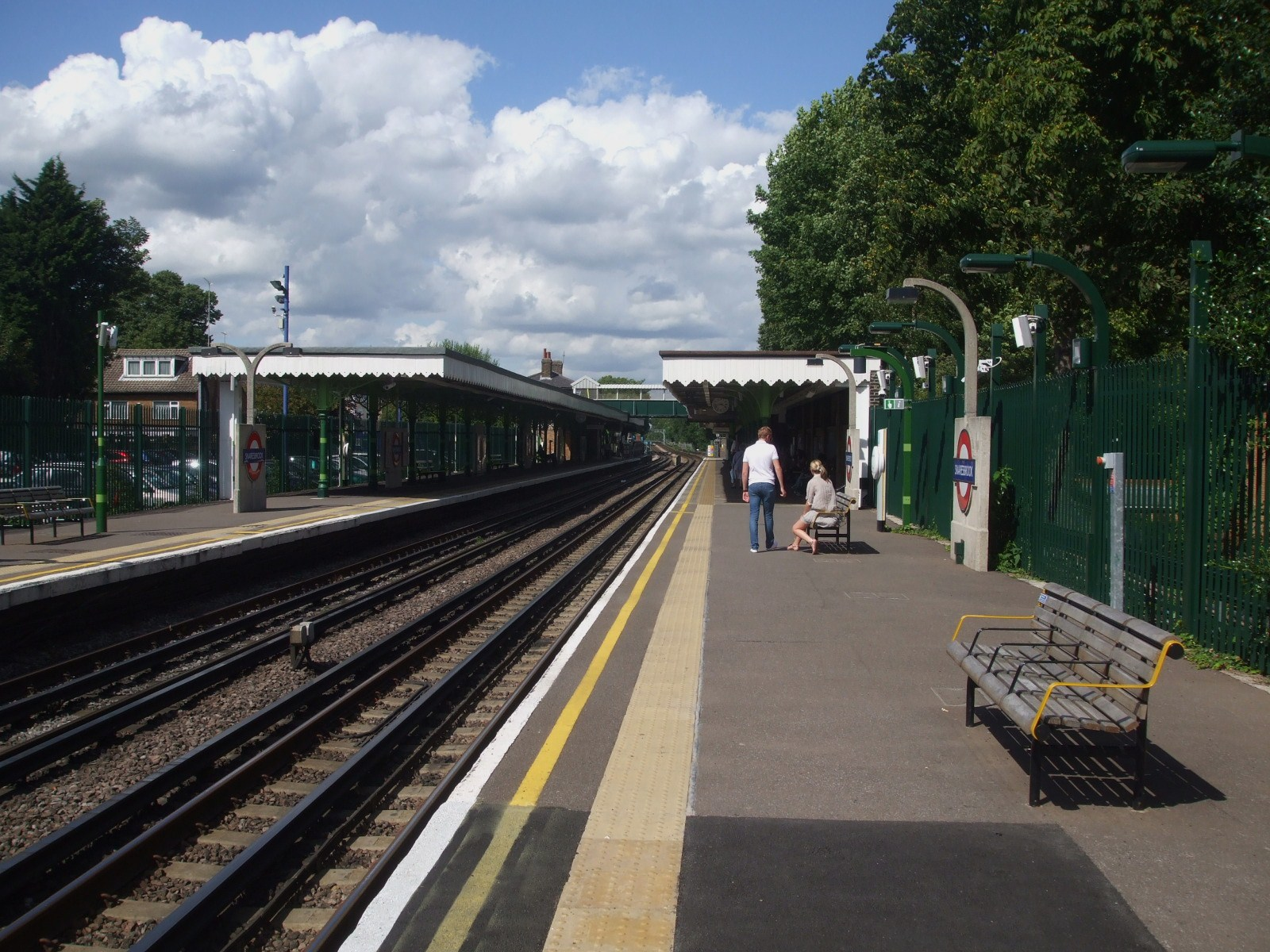
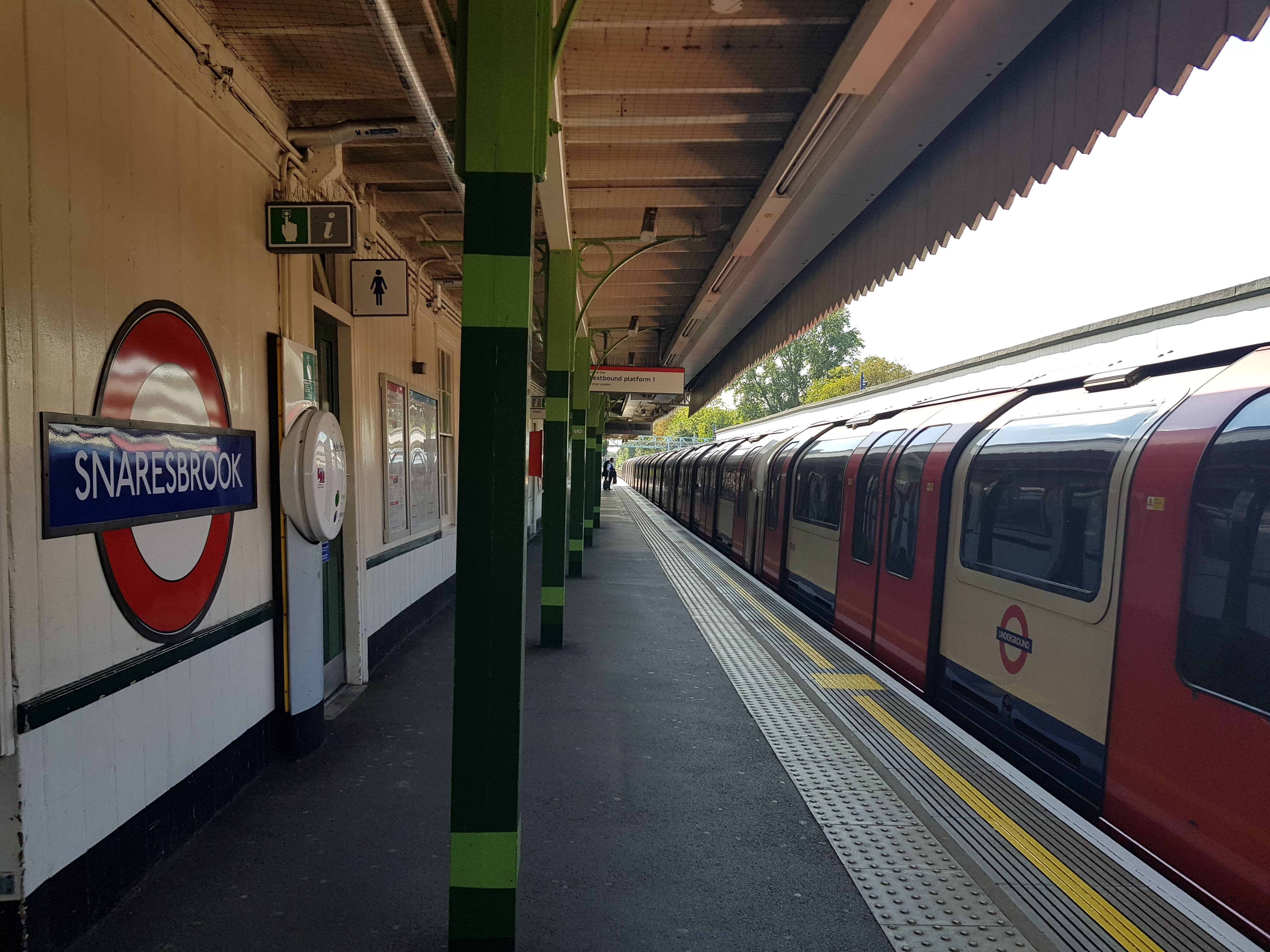
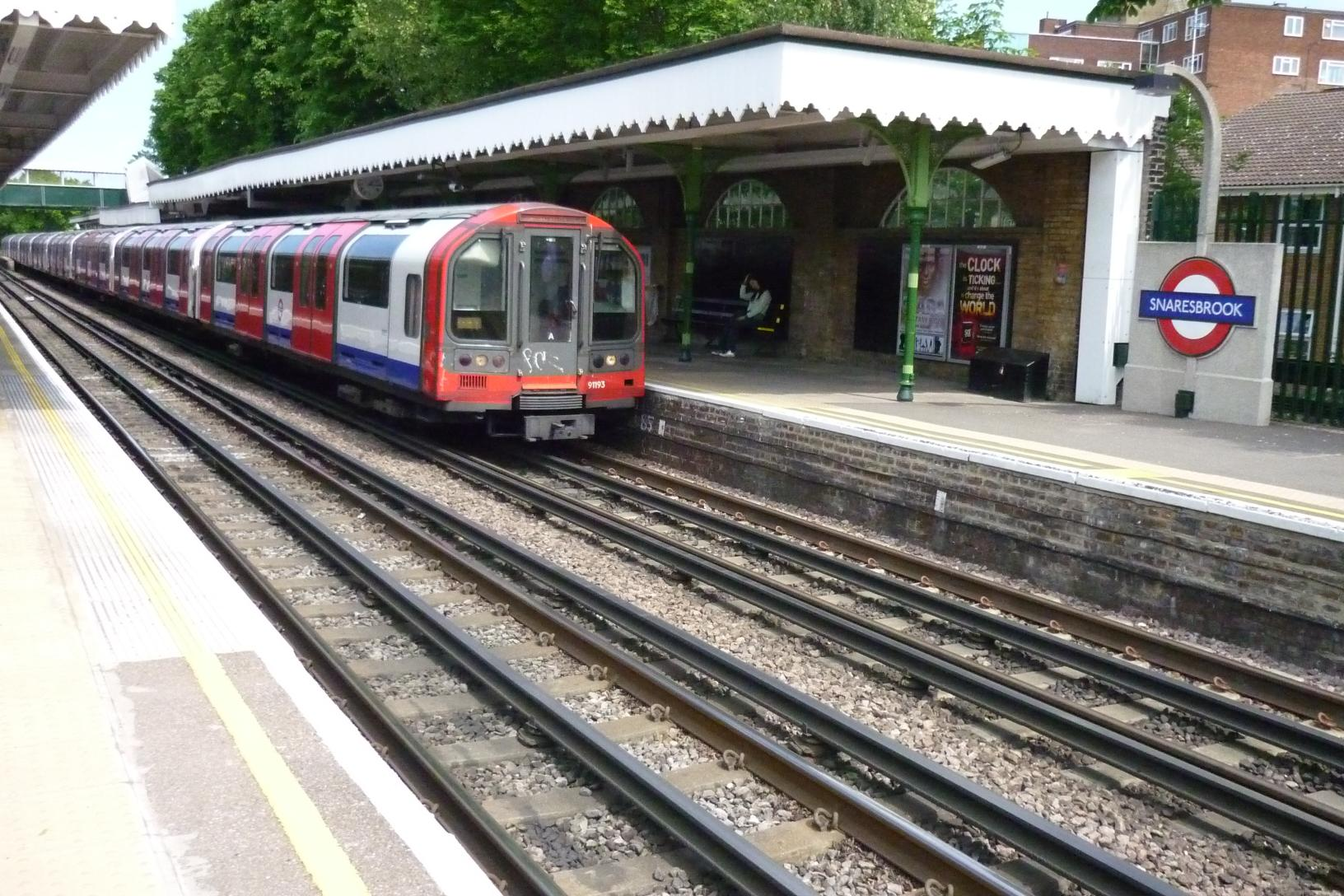

## À proximité
- Snaresbrook